# Lady B (rappeuse camerounaise)
Rosine Mireille Obounou, dite Lady B, est une rappeuse et chanteuse camerounaise née le 11 mars 1984 à Ebolowa, dans la région du Sud . Elle est considérée comme une pionnière du hip-hop féminin au Cameroun et même en Afrique,.

## Biographie
Lady B nait et grandit à Yaoundé dans une famille Beti, où la musique est présente. Son père est médecin et guitariste à ses heures perdues. En 2002, Lady B fait partie des cinq chanteurs à remporter le concours Coca Cola Dream et qui enregistrent la compilation Dream en 2003. Elle commence à se produire dans des festivals de hip-hop africains dès 2004 : Hip-Hop Summit à Johannesbourg, Sénégal Hip-Hop award à Dakar ou encore le Gabao Hip-Hop à Libreville.
Elle sort son premier album solo, Ma Colère en 2006. La même année, elle est élue révélation de l'année au Gabao Hip Hop.
Son deuxième album, La Fille Béti sort en 2008. En 2010, elle sort un album slam, Another part of me.
Elle rejoint le collectif Hip Hop Développé dans lequel elle évolue aux côtés de Danielle Eog, Teety Tezano, Adango Salicia et Sadrak. Son quatrième album Au pays des femmes sages est sorti en 2012. 
En 2017, elle revient sur la scène avec un single intitulé C'la faute à Pa Biya. Dans cette chanson, elle défend le président Paul Biya contre les critiques des camerounais qui l'accusent d'être responsables de tous leurs maux. 
Elle souhaite mettre les Camerounais face à leurs responsabilités de citoyens, les exhortant à prendre leur destin en main et plus simplement à accuser leurs dirigeants.

## Style musical et influences
Lady B est souvent comparée à la chanteuse française Diam's.

## Discographie

### Albums
- 2006 : Ma colère
- 2008 : La Fille Béti
- 2010 : Another part of me
- 2012 : Au pays des femmes sages
- 2018 : Black Progressiv'

### Singles
- 2017: C'la Faute à Pa Biya